# 甘木大刀洗バイパス
甘木大刀洗バイパス（あまぎたちあらいバイパス）は、福岡県朝倉市から、三井郡大刀洗町に至る国道322号のバイパス道路である。平成28年2月27日に全線開通した。

## 建設に至る経緯
現道区間は西鉄甘木線上浦駅付近で踏切によって平面交差することや、馬田橋付近に急カーブ区間がある上に、道路の幅員が狭いことから、これらの改善を目的に事業化された。

## 路線概要
- 距離：3.3km
- 起点：福岡県朝倉市馬田（東田交差点）
- 終点：福岡県三井郡大刀洗町大字本郷（陣内交差点）

## 接続路線
- 国道322号
- 国道500号
- 福岡県道8号馬田頓田線
- （県道8号経由で）大分自動車道 甘木インターチェンジ